# Brachypeza zamboangensis
Brachypeza zamboangensis är en orkidéart som först beskrevs av Oakes Ames, och fick sitt nu gällande namn av Leslie Andrew Garay. Brachypeza zamboangensis ingår i släktet Brachypeza och familjen orkidéer. Inga underarter finns listade i Catalogue of Life.